# هارون بي. رولينز
هارون بي. رولينز هو سياسي أمريكي، ولد في 1818 في نيويورك في الولايات المتحدة، وتوفي في 4 ديسمبر 1878 في مانهاتن في الولايات المتحدة. نشط حزبياً في الحزب الديمقراطي. وقد انتخب Sheriff of New York County, New York ‏ وانتخب Coroner of New York County, New York ‏ وانتخب عضو جمعية ولاية نيويورك ‏.